# Национальный музей современного искусства (Афины)
Национальный музей современного искусства в Афинах (англ. National Museum of Contemporary Art, сокр. EMST; греч. Εθνικό Μουσείο Σύγχρονης Τέχνης, сокр. ΕΜΣΤ) — музей в Афинах, Греция, посвящённый современному искусству.
Является единственным национальным учреждением в столице Греции, ориентированным только на коллекционировании и проведении выставок произведений современного греческого и иностранного искусства.

## История и деятельность
Музей находится в бывшем здании Fix Brewery в Афинах, спроектированного Такисом Зенетосом (Takis Zenetos) и Маргаритисом Апостолидисом (Margaritis Apostolidis). В 2000 году, после ряда консультаций здание старой пивоварни решено было использовать для только что созданного Национального музея современного искусства. Проект по реконструкции был поручен компаниям 3SK Stylianidis Architects and K. Kontozoglou, I. Mouzakis & Associate Architects и Tim Ronalds Architects; его строительство было завершено в конце 2014 года. Музей расположен в центре Афин, вблизи от археологических памятников города, включая Акрополь и Новый музей Акрополя.
В рамках выставочной политики в музее периодически проводятся выставки, посвященные международному современному искусству, а также персональные и ретроспективные выставки, на которых представлены произведения живописи, инсталляции, фотографии, видео и работы новых медиа.
В рамках образовательной политики существуют образовательные программы для школьных групп и семей, проводятся детские мастер-классы, экскурсии для взрослых и семинары для педагогов с целью содействия ознакомлению с современным искусством, как греческим, так и зарубежным. Музеем издаются выставочные каталоги, специальные учебные буклеты для начального и среднего образования, а также публикуется реестр новых поступлений.
Помимо постоянной коллекции, периодических выставок и образовательных программ, музей направляет свои усилия на создание важной инфраструктуры для исследований и художественного творчества. Созданы центр по производству аудиовизуальных произведений искусства, а также центр цифровой документации современного искусства. Оба центра развиваются при поддержке Министерства культуры и программ финансирования «Culture» and «Information Society» Европейского союза.

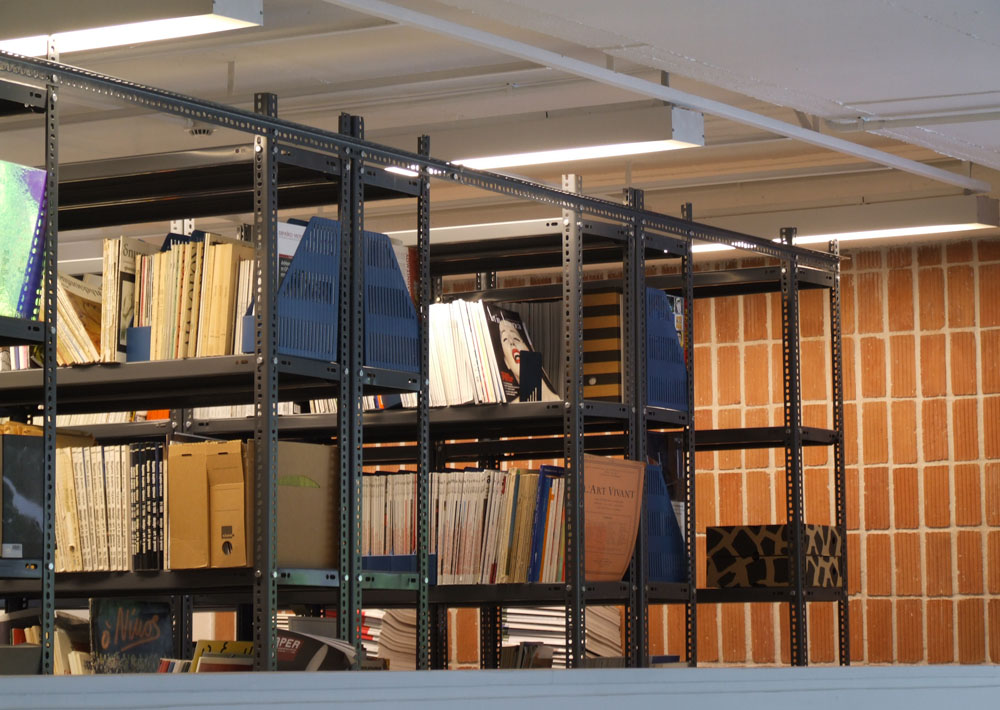
Музейная библиотека

Библиотека Национального музея современного искусства в Афинах включает в себя значительное количество специализированных изданий и журналов по областям истории и теории искусства, музееведения и консервации (сохранению) произведений искусства, а также по истории философии, антропологии, архитектуры, промышленного дизайна и мультимедиа. Работает система по обмену изданиями с учреждениями Греции и заграничными. Греческие художники и художественные галереи предоставили музею архивы, связанные с современным греческим искусством, которые  состоят из каталогов, книг, приглашений на выставки, аудиовизуальных материалов, текстов художников, корреспонденции, рецензий, обзоров, репродукций произведений и биографических данных.
Исключительно важным событием стало дарение музею архивов Биа Даву и Пантелиса Ксагорариса (Pantelis Xagoraris) их сыном Зафосом Ксагорарисом (Zafos Xagoraris). Он содержит более 2000 статей и рукописей двух художников, их переписку между собой, а также с другими коллегами-художниками и официальными учреждениями изобразительного искусства.

## Коллекция
Ключевым аспектом художественной политики Национального музея современного искусства в Афинах является расширение и обогащение его постоянных коллекций работами греческих и зарубежных художников. Музей развивает свою постоянную коллекцию путем покупки произведений искусства, а также за счёт пожертвований. 
Среди наиболее важных его приобретений — работы Ильи Кабакова, Стивена Антонакоса, Гэри Хилла, Нан Голдин, Вадима Захарова, Джиллиан Уиринг, Энн-Софи Сиден, Влассиса Каниариса (Vlassis Caniaris), Никоса Кессанлиса (Nikos Kessanlis), Димитриса Алитиноса (Alithinos Dimitris), Джоэла Сандерса (Joel Sanders), Аллана Секулы, Янниса Психопедиса, Chryssa и других. Также была создана богатая коллекция видео-арта, где представлены выдающиеся художники: Билл Виола, Брюс Науман, Нам Джун Пайк, Мона Хатум, Вито Аккончи, Дэн Грэм, Роберт Уилсон, Тони Уэслер, Марина Абрамович, Крис Бурден, Линда Бенглис, Сэди Беннинг, Софи Калле, Кэроли Шнееманн, Марта Рослер, Дара Бирнбаум, Джейс Саллум (Jayce Salloum).